# Felipe Campuzano López
Felipe Campuzano López (Cadis, 27 de novembre de 1945 — Marbella, 4 de març de 2025) va ser un pianista i compositor gadità. Va estudiar al Conservatori de Cadis i a Madrid, i va obtenir diversos premis interpretatius. Va destacar en diversos gèneres, incloent el piano clàssic, flamenc i música popular. Va compondre cançons com Amigo conductor (1968) i A mi novio no le gusta (la minifalda) (1971), i va col·laborar amb artistes com Amina i Las Grecas. Va ser un dels impulsors del piano flamenc en format de recital i va aconseguir popularitat amb els discos Andalucía Espiritual als anys 80.